# Duckie Simpson
Derrick "Duckie" Simpson, född 24 juni 1950 i Kingston, Jamaica, är en jamaicansk reggaesångare. Han var en av grundarna till reggaebandet Black Uhuru, som erhöll reggaehistoriens första grammy 1985. Duckie Simpson har nästan alltid funnits med i något av Black Uhurus olika konstellationer genom åren, men har hållit sig i bakgrunden och varit bandets "ankare" medan andra har tagit platserna som ledsångare.
Black Uhuru grundades av vokalisterna Simpson, Ervin "Don Carlos" Spencer och Rudolph "Garth" Dennis i slutet av 1960-talet. Alla var uppvuxna i slumdistriktet Waterhouse i Kingstons innerstad. I slutet av 1970-talet hade Don Carlos och Garth Dennis bytts ut mot röstbegåvade Michael Rose (förstevokalist), också han från Waterhouse, och amerikanskan Sandra "Puma" Jones. Trummisen Sly Dunbar och basisten Robbie Shakespeare svarade för produktion och nya, kreativa grepp, och bandet lyfte och blev världens främsta reggaeband åren 1983-85. Albumet Anthem släpptes i en ursprunglig version 1983, mixades om för en amerikansk och europeisk publik 1984,  och det var denna ommixade version som erhöll Grammy Award för årets bästa reggaealbum.
År 1985 lämnade Michael Rose Black Uhuru för en solokarriär och ersattes av Junior Reid, och Puma Jones avled av bröstcancer 1989. År 1990 tog Simpson in de två ursprungliga medlemmarna Spencer och Dennis för en ny konstellation.